# تفشي حمى الضنك في عدن
تفشي حمى الضنك في عدن يشير إلى تفشي حمى الضنك في مدينة عدن الواقعة جنوبي اليمن بالتزامن مع جائحة فيروس كورونا في اليمن 2020، وكانت المدينة قد شهدت أمطار غزيرة في 22 أبريل/نيسان ما أدى لتجمع المياة الراكدة في معظم مناطق المدينة، وتفشي الأمراض المعدية مثل حمى الضنك والشيكونغونيا.

## خط زمني
في 9 مايو تحدثت مصادر إعلامية عن تسجيل 60 حالة وفاة بالأمراض المعدية في عدن خلال 24 ساعة.
بلغت أعداد الوفيات في عدن حتى منتصف مايو 623 حالة وفاة، بحسب إحصائيات مصلحة الأحوال المدنية والسجل المدني.